# Rune Svaninger
Rune Evan Samuel Svaninger, ursprungligen Johansson, född 6 januari 1950 i Vetlanda församling, Jönköpings län, död 22 december 2014 i Sigtuna församling, Stockholms län, var en svensk kristen sångare och skolledare. 
Svaninger växte upp i Vetlanda, Småland, där föräldrarna Harry och Britta Johansson drev en affärsrörelse. Han studerade vid högskolorna i Jönköping och Kalmar samt vid Linköpings universitet. Han började sin yrkesbana som musiklärare och var verksam i Vetlanda i 25 år. Hans sista tjänst i hemkommunen var som rektor vid Withalaskolan. Han var rektor för den privatägda internatskolan Lundsberg i Värmland 1998–2000 och sedan för Sigtunaskolans humanistiska läroverk (SSHL) 2000–2009. År 2009 blev han director och VD vid Stockholm International School.
Rune Svaninger skrev svensk text till flera sånger och han finns även som sångare utgiven på skivor.
Han var från 1974 gift med Ethel Svaninger (född 1952) och har tre barn.

## Diskografi i (urval)
- 1974 – Störst är kärleken, medverkar på Olle Widestrands skiva
- 197? – Småland sjunger 2, en bland många medverkande
- 1990 – Du är morgonen och sången (Prim), egen skiva